# Crocodill (Schiff, 1860)
Die Crocodill war das zweite Schiff der Jäger-Klasse, einer Klasse von insgesamt fünfzehn Dampfkanonenbooten II. Klasse der Königlich Preußischen Marine.

## Bau und Dienstzeit
Die Crocodill lief nur wenige Tage nach dem Typschiff Jäger, das ebenfalls bei Mitzlaff in Elbing erbaut wurde, Ende Januar 1860 vom Stapel. Das genaue Datum des Stapellaufs, der aus Kostengründen ohne Feierlichkeiten ablief, ist ebenso wenig bekannt wie das Datum der Indienststellung. Das Schiff wurde im Herbst 1860 im Rahmen einer Probefahrt auf den Dänholm verlegt, der als Stützpunkt für die Kanonenboote diente. Während dieser Fahrt stand es unter dem Kommando von Leutnant zur See I. Klasse Hassenstein. Auf dem Dänholm wurde die Crocodill aufgeslipt, die Antriebsanlage, die Masten, der Schornstein und die Geschütze wurden zur besseren Durchlüftung ausgebaut, außerdem der Kupferbeschlag und einige Planken der Außenhaut abgenommen und die Schotten entfernt. Der so abgerüstete Rumpf wurde mit einem Schutzdach versehen und für einen möglichen späteren Einsatz konserviert.
Bei Ausbruch des Deutsch-Dänischen Krieges sollte die Crocodill wieder aufgerüstet und in Dienst gestellt werden. Dabei wurde jedoch am Rumpf und den Innenhölzern ein Befall mit Trockenfäule festgestellt, weshalb eine Aktivierung unterblieb. Das Schiff wurde lediglich notdürftig in Stand gesetzt, um bei einer möglichen Landung der Dänen als schwimmende Batterie zu dienen. Zu einem Einsatz in dieser Funktion kam es jedoch nicht.

## Verbleib
Der schlechte bauliche Zustand der Crocodill führte schließlich am 14. März 1867 zur Streichung aus der Liste der Kriegsschiffe. Das Schiff wurde anschließend als erstes seiner Klasse abgewrackt, ohne zuvor eine Verwendung gefunden zu haben.